# Якамаровые
Якамаровые (лат. Galbulidae) — семейство птиц отряда дятлообразных. Иногда выделяются в отдельный отряд Galbuliformes.

## Классификация
Международный союз орнитологов включает 5 родов и 18 видов:
- Galbalcyrhynchus — Короткохвостые якамары
  - Galbalcyrhynchus leucotis — Короткохвостая якамара
  - Galbalcyrhynchus purusianus
- Brachygalba — Брахигальбы
  - Brachygalba salmoni — Темноспинная брахигальба
  - Brachygalba goeringi — Бледноголовая брахигальба
  - Brachygalba lugubris — Бурогорлая брахигальба
  - Brachygalba albogularis — Белогорлая брахигальба
- Jacamaralcyon — Трёхпалые якамары
  - Jacamaralcyon tridactyla — Трёхпалая якамара
- Galbula — Якамары
  - Galbula albirostris — Желтоклювая якамара
  - Galbula cyanicollis
  - Galbula ruficauda — Краснохвостая якамара
  - Galbula galbula — Зелёная якамара
  - Медногрудая якамара[англ.], Galbula pastazae
  - Galbula tombacea — Белогорлая якамара
  - Синелобая якамара[англ.], Galbula cyanescens
  - Galbula chalcothorax — Пурпурная якамара
  - Galbula leucogastra — Бронзовая якамара
  - Galbula dea — Райская якамара
- Jacamerops — Большие якамары
  - Jacamerops aureus — Большая якамара